# Vineyard Churches UK and Ireland
Die Vineyard Churches UK and Ireland (oder VCUKI) ist das nationale Gremium der neocharismatischen Vereinigung der Vineyard-Kirchen im Vereinigten Königreich und Irland. Zu ihr gehörem mehr als 100 Kirchengemeinden. Die Organisation ist sowohl eine eingetragene Wohltätigkeitsorganisation (Nummer 1099748) als auch ein eingetragenes Unternehmen (Nummer 04839046).

## Geschichte
Die Vineyard-Kirche wurde im Vereinigten Königreich von John und Eleanor Mumford, den Eltern von Marcus Mumford, gegründet. Nachdem sie John Wimber, den Führer der Vineyard-Kirchen, in den USA besucht hatten, kehrten die Mumfords nach Großbritannien zurück und gründeten 1987 die erste britische Vineyard-Gemeinde, South West London Vineyard. VCUKI wurde 1996 zu einer eigenen nationalen Organisation, als sie von der internationalen Organisation entlassen wurde.

## Führung und Struktur
Die Vineyard-Gemeinden in Großbritannien und Irland werden von den nationalen Führern John und Debby Wright geleitet, die im September 2015 offiziell das Amt von John und Eleanor Mumford übernommen haben. Außerdem gibt es einen Leitungsrat, dessen Mitglieder für verschiedene Fachbereiche innerhalb der Gemeinde zuständig sind (Gemeindegründung, Gemeindeentwicklung sowie finanzielle und rechtliche Fragen).
Neben der zentralen Leitung sind das Vereinigte Königreich und Irland in 13 Gebiete unterteilt, die jeweils von Gebietsleitern geführt werden, die für das betreffende Gebiet des Landes zuständig sind. Die Gebiete führen in der Regel ihre eigenen Schulungen und Veranstaltungen für die Menschen, Leiter und Gemeinden vor Ort durch.